# Tony Ruggeri
Tony Ruggeri (7 maggio 1982) è un giocatore di beach soccer francese, di ruolo difensore.